# Chase Clement
Chase Clement (11 de junio de 1986, en San Antonio, Texas) es un jugador 
profesional de fútbol americano juega la posición de quarterback para Las Vegas Locomotives en la United Football League.Firmó como agente libre para Hamilton Tiger-Cats de la Canadian Football League en 2009. Jugó como colegial en Rice Owls.

## Estadísticas en UFL
|           |        | Regular | Regular | Regular | Regular | Regular | Regular | Regular             | Championship Game | Championship Game | Championship Game | Championship Game | Championship Game | Championship Game | Championship Game   |
| Temporada | Equipo | CMP     | ATT     | YDS     | TD      | INT     | PCT     | Índice de audiencia | CMP               | ATT               | YDS               | TD                | INT               | PCT               | Índice de audiencia |
| 2010      | LVL    | 35      | 17      | 212     | 1       | 3       | 48.6%   | 41.6                | 16                | 25                | 237               | 2                 | 1                 | 64.0%             | 104.9               |